# Фармерс (Кентаки)
Фармерс (енгл. Farmers) насељено је место без административног статуса у америчкој савезној држави Кентаки.

## Демографија
По попису из 2010. године број становника је 284.
| Група             | 2000.    | 2010.       |
| Белци             | 0 (0,0%) | 275 (96,8%) |
| Афроамериканци    | 0 (0,0%) | 3 (1,1%)    |
| Азијати           | 0 (0,0%) | 0 (0,0%)    |
| Хиспаноамериканци | 0 (0,0%) | 6 (2,1%)    |
| Укупно            | 0        | 284         |